# Цаленджіха
Цаленджіха (груз. წალენჯიხა) — місто на північному заході Грузії, центр Цаленджіського муніципалітету краю Самегрело-Земо-Сванеті. Населення — 3847 жителів (2014). Розташоване на річці Чаністкалі.

## Етимологія
«Цаленджіха» — складений топонім, що означає мегрельською моволю  або «фортеця Чань» (І. Кіпчидзе, С. Джанашія), або «нижня фортеця» (А. Чикобава).

## Історія
У Цаленджісі розташовувалася одна з резиденцій і родинна усипальниця мегрельських князів Дадіані (першої династії), а також єпископська кафедра. 
9 січня 1957 року Цаленджіха отримала статус селища міського типу, а 1964 року — статус міста.

## Відомі люди
- Теренті Гранелі[en] (1897—1934) — відомий грузинський поет[8].
- Георгій Цурцумія (нар. 29 жовтня 1980 року) — грузино-казахський борець, який виступав у греко-римській боротьбі до 120 кг на літніх Олімпійських іграх 2004 року та виграв срібну медаль[9].
- Антиса Хвічава (1880—2012) — найстаріша людина у світі, яка стверджувала, що народилася в 1880 році. Померла 30 вересня 2012 року, нібито у заявленому віці 132 роки[10].

## Пам’ятки
- Цаленджіський кафедральний собор Христа Спасителя[en] (XII—XIV ст.)
- Будинок-музей Гранелі

## Галерея

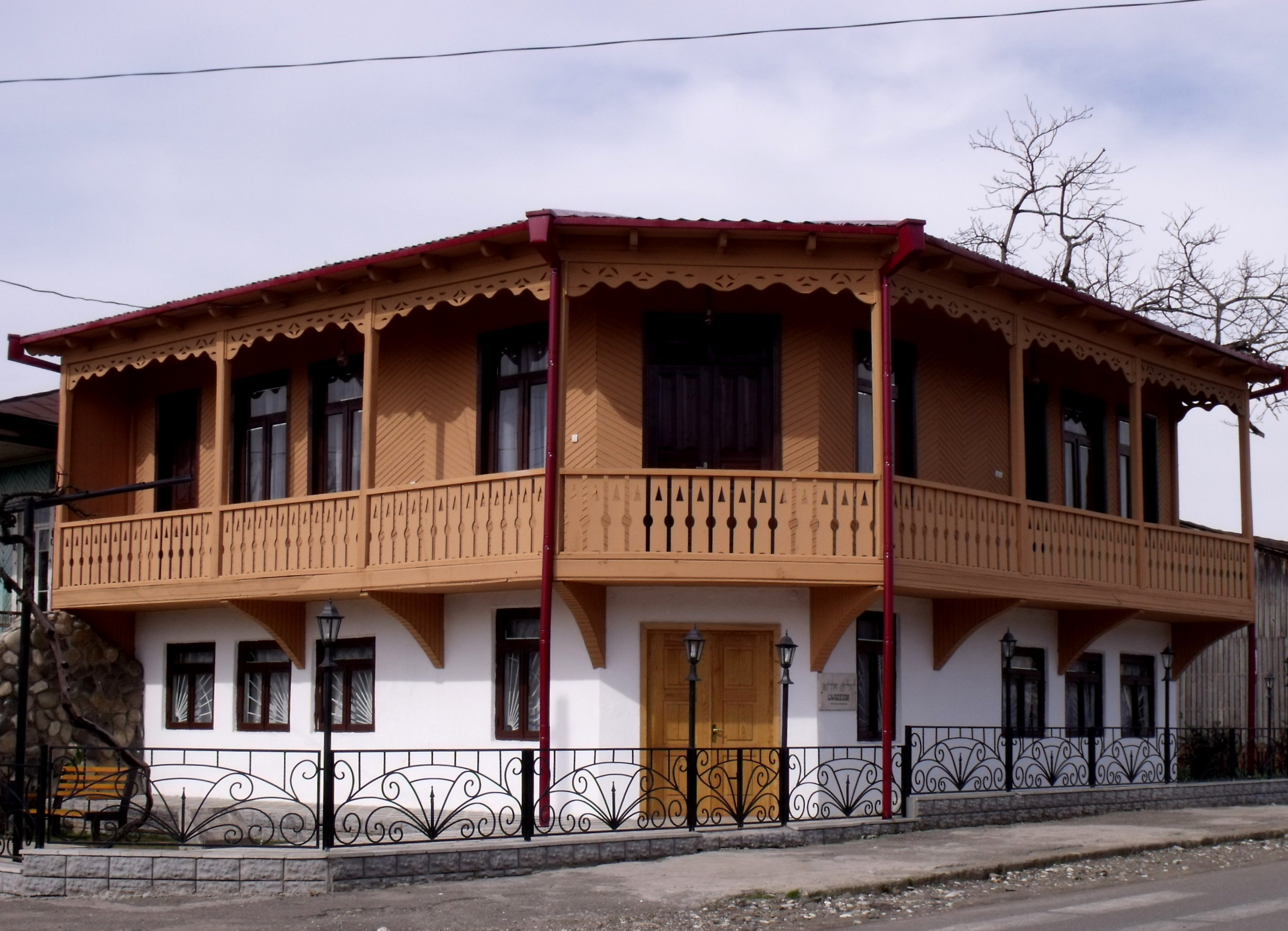
Будинок-музей Гранелі в Цаленджісі
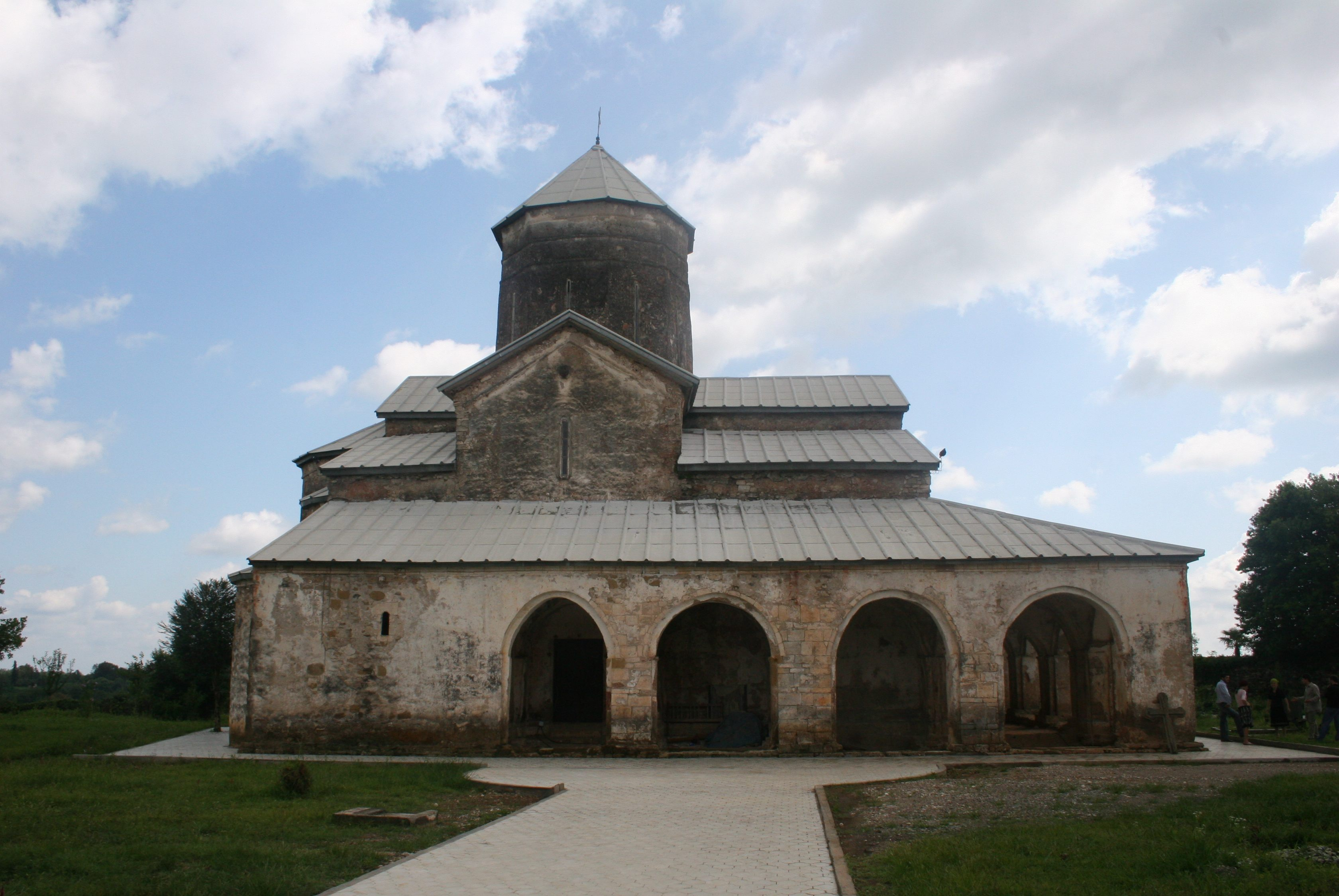
Фасад Цаленджіського кафедрального собору
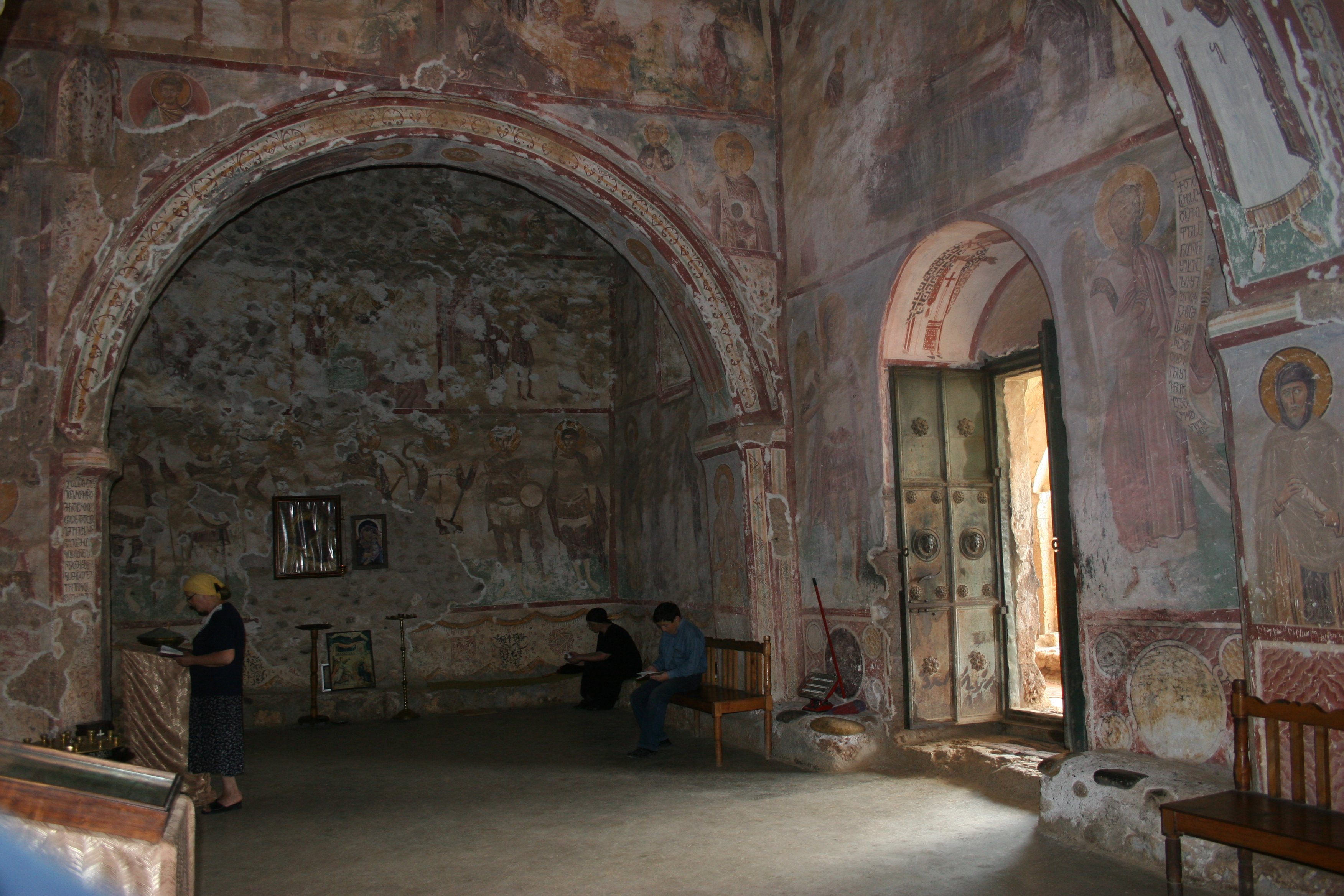
Інтер’єр Цаленджіського кафедрального собору